# Down to the Bone
Down to the Bone is een Britse acid jazzband onder leiding van de Britse deejay Stuart Wade, die de band in 1996 samen met Chris Morgans (die nu is vertrokken) heeft geformeerd. De groep is erg populair in het Verenigd Koninkrijk, waar het wordt geprezen als de koningen van de Britse jazzgroove. De muziek van de band is een mix van funk en jazz. Vanaf 2014 zijn er twee groepen personeel voor de band: een Amerikaanse en een Britse band. Stuart Wade, de leider van de band, bespeelt geen instrumenten. Hij neuriet in een dictafoon.

## Bezetting
Amerikaanse band
- Rufus Philpot (basgitaar en MD/bandleader)
- Katisse Buckingham (saxofoon)
- Chris Bautista/Gabriel Johnson (trompet)
- Dave Wood (gitaar)
- Iahji Hampden / Gene Coye (drums)
- Quinn Johnson / Lao Tizer (keyboards)

Britse band
- Tim Smart (trombone/MD)
- Simon Allen (saxofoon)
- Ryan Jacob (trompet)
- Alex Bennett (keyboards)
- Jo Phillpotts / Chris Dodd (basgitaar)
- Davide Giovannini (drums)
- Joe 'Bongo' Becket (percussie)
- Billy Adamson (gitaar)

## Discografie
- 1997: From Manhattan to Staten: The Album
- 1999: The Urban Grooves: Album II, met organist Reuben Wilson
- 2000: Spread the Word: Album III
- 2002: Crazy Vibes and Things, met Hil St. Soul
- 2004: Cellar Funk, met zangeres Flora Purim en organist Brian Auger
- 2005: Spread Love Like Wildfire, met N'Dambi en fluitist Jeremy Steig
- 2006: The Best of Down to the Bone (compilatie)
- 2007: Supercharged, met vibrafonist Roy Ayers
- 2009: Future Boogie, met Hil St. Soul en Roy Ayers
- 2011: The Main Ingredients
- 2014: Dig It